# 'Ndrina Bellocco
(Discussione durante un'intercettazione)
I Bellocco sono una 'ndrina di Rosarno. Essi sono tra le più potenti di tutta la 'Ndrangheta.
Da sempre molto attiva nel narcotraffico, nel traffico di armi, nelle estorsioni e nel controllo delle attività commerciali e imprenditoriali nella Piana di Gioia Tauro, in particolare a Rosarno e a San Ferdinando, ma anche in rapine a mano armata e usura.
Il pentito Antonino Belnome afferma che per quanto riguarda l'approvvigionamento della droga attraverso il porto di Gioia Tauro, bisognasse fare riferimento ai Mancuso, ai Pesce o ai Bellocco. Questi ultimi trattenevano il 30% della partita in transito, sotto forma di denaro o di sostanze stupefacenti.

## In Italia e in Europa
Il gruppo dispone di affiliati attivi e fanno soprattutto affari per quanto concerne l'Italia in Basilicata, Toscana, Liguria e Lombardia ma è presente anche in Sicilia, Veneto, Emilia-Romagna, Lazio, Molise e Puglia.
A livello internazionale, collabora insieme alla 'ndrina dei Pesce, dove hanno collegamenti con la criminalità austriaca, greca, libanese, tedesca e francese.
Mantengono stretti legami con la 'ndrina dei Pesce, con i Varone e la cosca satellite degli Ascone. Inoltre, sono anche alleati con i Molè e i Piromalli.

## Storia

### La creazione della Sacra Corona Unita negli anni '80
Il capobastone Umberto Bellocco conferì il grado di Santista a Giuseppe Rogoli, il quale, col suo permesso e quello di Carmine Alvaro fondò nel 1981 la Sacra Corona Unita. Dal 1993 difatti, si viene a sapere che fu fondata da Giuseppe Rogoli, per volere di Umberto Bellocco (capobastone dell'omonima 'ndrina di Rosarno), e che inoltre all'interno della Sacra Corona Unita vi fossero altri elementi appartenenti alla cosca calabrese, come: Giuseppe Iannelli, Giosuè Rizzi, Cosio Cappellari, Antonio e Riccardo Modeo.
Gregorio Bellocco, capobastone fino al suo arresto nel 2005, estese l'influenza della cosca in Lombardia nella zona di Varese.

### Le operazioni degli anni 2000 e lo scioglimento del comune di Rosarno nel 2008

#### Le operazioni Nduja, Nasca e Timpano
- Nel 2001 vengono arrestati e condannati nell'operazione 'Nduja Umberto e Domenico Bellocco per traffico di droga, estorsione e uso di manodopera clandestina tra Bergamo e Brescia.[9]
- 2002 - Operazione Tallone d'Achille coordinata dalla DDA di Reggio Calabria contro le cosche Bellocco, Piromalli, Gallico accusate di associazione mafiosa, estorsione, armi. Le indagini hanno preso il via dopo le dichiarazioni dell'imprenditore Gaetano Saffioti.
- Il 5 marzo 2004, con l'operazione Nasca e Timpano si viene a conoscenza di un traffico internazionale di droga, e il cui denaro ricavato da esso veniva riciclato in Belgio e Paesi Bassi. Nel primo, le 'ndrine avrebbero acquistato ben un intero quartiere di Bruxelles (di cui alcuni edifici costruiti da loro ditte). Le 'ndrine coinvolte sono quelle dei Bellocco e Ascone.[10][11][12][13]

#### L'arresto di Giulio e Gregorio Bellocco
Il 16 febbraio 2005 i carabinieri del comando provinciale di Reggio Calabria e del ROS arrestano in un bunker nella campagna di Rosarno, dopo 9 anni di latitanza, Gregorio Bellocco, 49 anni, capo dell'omonima 'ndrina, allora era nella lista dei 30 latitanti più pericolosi d'Italia. 
Dal 1996 è accusato di traffico di armi, droga, associazione mafiosa ed in particolare di essere il mandante dell'omicidio del pregiudicato pugliese Franco Girardi, ucciso a Varese il 9 luglio 1982.
Un primo tentativo di arresto avvenne ad Anoia nel reggino nel dicembre 2003 ma senza esito positivo.
Il 18 novembre 2005 vengono arrestati 5 affiliati (tra cui Giulio Bellocco, fratello di Giuseppe) accusati di estorsione aggravata e usura ai danni di commercianti e imprenditori.
Il 13 marzo 2005 viene scoperto un bunker a Rosarno, e dopo 4 mesi il Gip di Reggio Calabria emette quattro ordinanze di custodia cautelare per chi proteggeva la latitanza di Gregorio Bellocco.
- Il 19 gennaio 2006 vengono arrestate 54 persone affiliate ai Pesce e ai Bellocco dalla squadra mobile di Milano e dal Servizio centrale operativo (Sco) della Direzione centrale anticrimine per narcotraffico in tutta Italia, specialmente a Milano, Treviso, Sondrio, Como, Brescia, Bergamo, Reggio Calabria e Napoli per traffico di droga. L'indagine era cominciata nel 2002, la cocaina veniva importata da Colombia, Brasile, Spagna e Paesi Bassi, l'eroina dai Balcani e l'LSD dai Paesi Bassi.[5]

#### L'operazione Onda Blu
- Il 19 gennaio 2006 ha luogo in varie regioni d'Italia: provincia di Como, Sondrio, Brescia, Bergamo, Treviso, Alessandria, Napoli e Reggio Calabria l'operazione Onda Blu dalla Squadra Mobile di Milano con 54 ordinanze di custodia cautelare ai danni dei Pesce-Bellocco per traffico di cocaina ed eroina e associazione a delinquere di stampo mafioso.[16]

Il 16 luglio 2007 Giuseppe Bellocco viene arrestato dalla Sezione Anticrimine di Reggio Calabria con lo Squadrone Eliportato Cacciatori Vibo Valentia a Mileto in frazione San Giovanni. Nell'operazione sono anche arrestati Francesco Vinci, Antonino Cosentino, Pietro Corso, Massimo Lamari, Antonio Pronestì, Giuseppe Fazzari.
- Il 22 luglio 2009 sono stati arrestati a Rosarno e Bologna 6 presunti affiliati ai Bellocco per traffico di armi e associazione di stampo mafioso.[18]

#### A Bologna frizioni con gli Amato
(Umberto Bellocco intercettato)
Partendo da un'intercettazione ambientale nei confronti del diciottenne Umberto Bellocco nel 2009 si conclude l'operazione delle forze dell'ordine Rosarno è Nostro che porta all'arresto di 6 membri dei Bellocco: Rocco Bellocco (1952), Domenico Bellocco (1977), Domenico Bellocco (1980), Umberto Bellocco (1991), Rocco Gaetano Gallo (1953) e Maria Teresa D'Agostino (1959) per prevenire una possibile guerra a Bologna con l'emergente famiglia di etnia rom degli Amato. Questi ultimi ritenevano responsabili i Bellocco dell'omicidio di Cosimo Amato e di Mario Amato.
- A gennaio 2009 si conclude l'operazione Vento del Nord contro 18 presunti esponenti dei Bellocco operanti a Bologna, da cui scaturirà l'omonimo processo che nel 2010 sentenzia a Carmelo Bellocco 14 anni di carcere e a Domenico 10. L'operazione testimonierebbe anche un periodo di dissapori tra i Pesce e i Bellocco.[20][21]

### Gli anni 2010: l'operazione Crimine e lo scioglimento del comune di San Ferdinando

#### 2010: l'Operazione Crimine, la consegna di Domenico Bellocco e la condanna di Antonio Bellocco
Sempre con l'operazione Crimine Rosarno risulta essere la città con la più alta densità criminale d'Italia.
(Giuseppe Pignatone, procuratore capo di Roma già procuratore di Reggio Calabria)
- Il 12 gennaio 2010 vengono eseguite dalla squadra mobile di Reggio Calabria e di Bologna 17 ordinanze di custodia cautelare nei confronti di presunti affiliati ai Bellocco, già in carcere, tra cui Carmelo Bellocco. Alla cattura è sfuggito Domenico Condello, detto U luongu, Luigi Amante e Francesco Bellocco.[1]

Il 1º febbraio 2010 la squadra mobile di Reggio Calabria arresta Domenico Bellocco, per detenzione e traffico di droga, associazione mafiosa, intestazione fittizia di beni; era intento a guardare una partita di calcio in un ristorante di Roma.
Il 20 aprile 2010 dalla Divisione Polizia Anticrimine della Questura di Reggio Calabria è stata data esecuzione alla confisca di beni per un valore di 500 000 euro appartenenti al clan.
Il 15 giugno 2010 Antonio Bellocco è stato condannato a tre anni di reclusione per resistenza, minacce e lesioni a pubblico ufficiale.
- Il 27 luglio 2010 l'operazione Pettirosso ha permesso di ricostruire tutto il circuito criminale che ha favorito per anni la latitanza di Gregorio e Giuseppe Bellocco, esponenti di vertice della cosca rosarnese considerati tra i trenta ricercati più pericolosi d'Italia.[27]

Il 26 ottobre 2010 Domenico Bellocco si è presentato al carcere di Palmi dopo 3 mesi di latitanza.

#### 2011: l'operazione Imelda
- Il 10 marzo 2011 si conclude dopo 3 anni l'operazione Imelda della Guardia di Finanza in collaborazione con le forze dell'ordine di Germania, Belgio e Paesi Bassi, con 31 arresti e il sequestro di beni del valore di 5 milioni di euro nei confronti delle famiglie Nirta-Strangio, Bellocco-Ascone e altre 'ndrine accusati di traffico internazionale di droga. Le persone sono state arrestate in Calabria, Lombardia e Germania.[29]

Il 20 agosto 2011 muore Maria Concetta Cacciola, figlia di Michele Cacciola, cognato di Gregorio Bellocco. L'omicidio avrà un'eco mediatica nazionale.

#### 2012 - L'arresto di Michele Bellocco
- Il 24 novembre 2012 vengono arrestate 25 persone, tra cui il presunto capo-cosca Michele Bellocco, insieme ad altri presunti affiliati alla cosca, accusati di estorsione, riciclaggio, traffico di armi e di droga. Tutto cominciò quando l'imprenditore milanese Giovanni Fratta chiese aiuto, attraverso i titolari dell'azienda Blue Call anch'essi indagati, alla cosca per riavere denaro dei creditori, i calabresi in cambio pretesero denaro e azioni della società Blue Call, di cui con successive estorsioni e intimidazioni diventarono azionisti di maggioranza.[32] Si viene a conoscenza anche di un principio di faida tra i Bellocco e i Pesce per il predominio sul locale di Rosarno.[33]
- Il 20 dicembre 2012 a Londra viene arrestato in collaborazione tra Squadra mobile di Milano, Soca (Serious Organised Crime Agency), Scotland Yard e Interpol, il commercialista Emilio Fratto accusato di trasferimento fraudolento di valori e di associazione mafiosa coinvolto e ricercato nell'operazione Blue Call di novembre dello stesso anno.[34]

#### 2013 - Operazioni Tramonto 1 e 2
- Nel marzo e nel luglio 2013 con le operazioni Tramonto 1 e 2 vengono tratti in arresto una decina di affiliati alla cosca Bellocco operante nel Comune di San Ferdinando (RC) per reati vari tra cui usura, estorsione ed intestazione fittizia di beni.[35][36]
- Il 14 febbraio 2014 si conclude l'operazione delle procure di Reggio Calabria e Bologna che porta agli arresti di sette persone riconducibili ai Bellocco, tra cui un magistrato di Palmi, già agli arresti domiciliari per un'inchiesta della DDA di Milano.[37][38]

#### Operazione Sant'Anna nell'agosto 2014
Umberto Bellocco viene scarcerato il 14 aprile 2014, dopo una detenzione durata più di venti anni. Sarebbe stato dimostrato che il boss ha tentato di riaffermare la propria leadership, con l'aiuto dei Crea, e dei suoi familiari. Bellocco con i sodali a lui vicino, non solo avrebbero avuto ampia disponibilità di armi, ma si sarebbero attivati per reperirne delle altre di maggior potenza. Lo storico boss per il traffico di droga nella piana di Gioia Tauro, aveva prescelto il nipote Umberto Emanuele Oliveri poi arrestato nell'operazione Sant'Anna del 2014.
- Il 14 ottobre 2014 con l'operazione Eclissi i Carabinieri del Comando Compagnia Carabinieri di Gioia Tauro e della Stazione Carabinieri di San Ferdinando, a conclusione di complessa attività di indagine coordinate dalla Direzione Distrettuale Antimafia di Reggio Calabria, eseguivano numerose ordinanze di custodia cautelare in carcere contro appartenenti alle cosche di 'ndrangheta "Bellocco-Cimato" e "Pesce-Pantano" operanti nel centro abitato di San Ferdinando. Tra i reati contestati, oltre all'associazione mafiosa, verranno accertati l'opprimente attività estorsiva contro commercianti della zona, il traffico di sostanze stupefacenti e l'infiltrazione mafiosa nell'ambito del Comune di San Ferdinando. Tra gli altri verranno tratti in arresto il Sindaco, il Vice Sindaco e un ex consigliere di minoranza della locale amministrazione comunale che il 30 ottobre 2014 verrà sciolta per infiltrazione mafiosa. Particolare scalpore fecero le gravi minacce di morte rivolte al Comandante della Stazione Carabinieri di San Ferdinando ed alla sua famiglia.[41][42][43][44][45][46]

#### 2015: Processo Tramonto
- 2 luglio 2015: Operazione Eclissi 2 contro i Bellocco-Cimato e Pesce-Pantano.[47][48]

Il 29 novembre 2015 termina il processo Tramonto con la condanna di Giulio Bellocco a 18 anni di carcere e sua moglie Aurora Spanò a 25. Condannati anche a 3 e 6 mesi il comandante e l'agente della polizia municipale.

#### 2016 - Operazione Rent
- Il 25 ottobre 2016 si conclude l'operazione Rent che scopre la presunta contiguità di 32 persone tra cui 12 imprenditori con esponenti degli Aquino-Coluccio e dei Piromalli e dei Bellocco, i quali sarebbero riusciti a ottenere i lavori per la costruzione del padiglione della Cina e dell'Ecuador di Expo 2015 a Milano, per la costruzione della rete fognaria della stessa esposizione, della costruzione del centro commerciale di Arese (MI) il Centro. Sono stati inoltre sequestrati beni immobili del valore di 15 milioni di euro in Italia: a Reggio Calabria, Catanzaro, Catania, Bergamo, Bologna, Brescia e Mantova mentre all'estero un immobile in Marocco e il complesso turistico-sportivo Moliviu a Pitești, in Romania, ancora in costruzione del valore di 80 milioni di euro di cui 27 messi in campo dall'Unione europea. Il dominus al centro dell'operazione sarebbe Antonio Stefano, vicino al presunto boss Giuseppe Coluccio, accusato di gestire traffico di droga ed il reinvestimento del denaro illecito guadagnato insieme a Graziano Macrì e Salvatore Piccoli.[49] L'operazione è un seguito di Underground.

#### 2017 e 2018: operazione Lampo nella Provincia di Taranto e operazione Scramble in Emilia
- 23 marzo 2017: Operazione Gerry contro le cosche Bellocco, Piromalli, Molè, Avignone e Paviglianiti.[50][51]
- Il 13 novembre 2017 si conclude l'operazione Lampo dei Carabinieri, partita dall'operazione Sant'Anna, che arresta 10 presunti affiliati e il suo presunto capo Cataldo Caporosso che operavano a Massafra, Statte, Palagiano e il rione Tamburi di Taranto. La consorteria si era inserita nel mercato ittico e della cocaina locale. Le attività criminose del sodalizio criminale sarebbero state avallate sempre da Umberto Bellocco che dopo 21 anni di carcere avrebbe incontrato Cataldo Caporosso e conferendogli in casa sua la dote di padrino.[52]
- Il 24 gennaio 2018 si conclude l'operazione Scramble condotta dalla Guardia di Finanza di Bologna e dallo SCICO arrestando in Emilia-Romagna, Lazio e Calabria diversi presunti esponenti dei Bellocco accusati a vario titolo di estorsione con l'aggravante del metodo mafioso per fatti accaduti nel 2011 in un'attività di scommesse legali a Roma che ha portato a minacce estorsive nei confronti dei figli del pentito Nicola Femia domiciliati a Conselice in provincia di Ravenna. Perquisizioni sono avvenute anche a Massa Lombarda.[53][54]
- Il 14 novembre 2018 si conclude l'operazione Galassia della Guardia di Finanza, della DIA, della polizia e dei carabinieri in cui il presunto membro dei Pesce-Bellocco Antonio Zungri, alcuni membri dei Tegano e forse dei Piromalli insieme a camorristi e a criminali pugliesi (clan Capriati e Parisi) si erano inseriti illegalmente nella rete commerciale delle società di scommesse online "Planetwin365", "Betaland", "Enjoybet" e "Planetwin". Gli affiliati dei Tegano inoltre nel 2016 andarono in pellegrinaggio a Polsi, e rendevano omaggi con musica di tarantella passando di fronte al carcere di Reggio Calabria e alle case circondariali Arghillà, e davanti alla casa di Roberto Franco, capo-'ndrina di Santa Caterina.[55][56]

#### 2019 - Traffico internazionale di eroina e l'operazione Magma
- Il 18 giugno 2019 si conclude l'operazione Balboa della Guardia di Finanza di Reggio Calabria che arresta 5 persone che lavoravano per conto della cosca Bellocco per l'importazione dal Sud America di eroina da far arrivare nel porto di Gioia Tauro. Gli arresti sono avvenuti nella provincia di Roma, Reggio Calabria e Sassari.[57][58][59]
- Il 30 novembre 2019 si conclude l'operazione Magma che porta all'arresto di 45 persone affiliate o vicine ai Bellocco tra la Calabria, l'Emilia-Romagna, il Lazio e la Lombardia accusate a vario titolo di associazione mafiosa, traffico internazionale di stupefacenti, rapina e detenzione illegale di armi.[60]  Erano riusciti ad ottenere appalti per la gestione dei rifiuti nella piana di Gioia Tauro mettendosi anche in contatto con ditte del Nord Italia.[60]

Nel litorale laziale tra Anzio e Nettuno si stava muovendo Umberto Bellocco che aveva affidato la gestione delle attività criminali a una persona rivelatasi poi inaffidabile e rimossa dall'incarico. La droga proveniva dal Sudamerica, dall'area tra Buenos Aires e Montevideo, dove vi era Giovanni Di Pietro (alias l'avv. Massimo Pertini) in passato condannato a 30 anni di carcere per sequestro di persona, e referente dell'organizzazione che trattava con i narcos e i colletti bianchi locali. Sembrerebbe che grazie a questi contatti e pagando l'equivalente di 50 000 € siano riusciti a liberare Rocco Morabito detto "U Tamunga" evaso il 29 marzo 2019 dal carcere di Montevideo.
Nel dicembre 2019 ventisette persone, tra imprenditori, prestanome e consulenti economici, sono indagati dalla Procura distrettuale antimafia di Brescia con accuse di estorsione, recupero crediti con atti di violenza ed intimidazione e reati legati al traffico di rifiuti.

### Anni 2020 - L'arresto di Domenico Bellocco e l'omicidio di Antonio Bellocco
- Il 13 novembre 2020 viene arrestato in un casolare di Mongiana, dalla Guardia di Finanza e dai Carabinieri, Domenico Bellocco (1976), presunto nuovo capo della consorteria per volere dello zio Umberto secondo i pentiti Salvatore Albanese e Giuseppe Tirintino[62] e latitante dall'anno precedente in quanto sfuggito all'operazione Magma. È accusato di traffico internazionale di droga in quanto responsabile del coordinamento della rotta tra l'Argentina e l'Italia.[63][64][65]
- 14 settembre 2021: Operazione Crypto contro i Piromalli, i Molè, i Bellocco, i Pesce e i Cacciola-Certo-Pronestì.[66][67]
- Il 4 settembre 2024 Antonio Bellocco viene ucciso a Cernusco sul Naviglio da uno dei capi ultras dell'Inter Andrea Beretta. Sono ancora in corso le indagini per capire se effettivamente sia stato un omicidio scaturito per la gestione degli affari legati allo stadio dal tifo organizzato dell'Inter.[68]

## Personaggi di spicco
- Umberto Bellocco (1937-2022), ex capobastone detto "assu i mazzi" arrestato nel 1993[69][70][71] e poi nel 2014.[39][40]
- Gregorio Bellocco (ex capobastone, arrestato il 16 febbraio 2005).[72][73]
- Giuseppe Bellocco (arrestato il 16 luglio 2007).[17][74]
- Giuseppe Rogoli, (fondatore della Sacra Corona Unita per ordine di Umberto Bellocco, arrestato, sta scontando 3 ergastoli nel carcere di Viterbo).[7]
- Michele Bellocco, in carcere dal 2012.
- Carmelo Bellocco, figlio di Umberto Bellocco in carcere.
- Umberto Bellocco (1991), figlio di Carmelo Bellocco e nipote di Umberto Bellocco, arrestato nell'operazione Magma del 2019.[60][75]
- Domenico Bellocco (1980), figlio di Carmelo Bellocco e nipote di Umberto Bellocco, arrestato nell'operazione Magma del 2019.[60][75]
- Domenico Bellocco alias Micu u curtu o Micu e Mariu (1976) figlio di Mario Bellocco (fratello di Umberto Bellocco), accusato di gestire un traffico di droga tra l'Argentina, la Costa Rica e l'Italia scoperto nell'operazione Magma del 2019, viene arrestato il 13 novembre 2020.[62][63][76]
- Giulio Bellocco (1951 - 2024), morto nel carcere di Opera ad inizio 2024, dove si trovava rinchiuso in regime di 41-bis, fratello di Umberto Bellocco.[77]
- Antonio Bellocco (1988 - Cernusco sul Naviglio 2024), figlio di Giulio Bellocco e Aurora Spanò già condannato a 9 anni per associazione mafiosa viene ucciso da uno dei capi ultras della squadra di calcio dell'Inter Andrea Beretta a Cernusco sul Naviglio.[78]